# Jade Starr

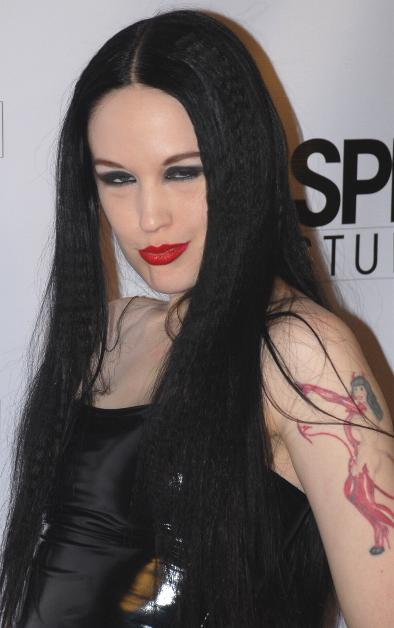
Jade Starr im Oktober 2007

Jade Starr (* 14. September 1981 in Columbus, Georgia) ist eine US-amerikanische Pornodarstellerin und Schauspielerin.

## Karriere
Sie begann ihre Karriere in der Porno-Industrie 2005 im Film Alternative Worldz: Atlanta der Produktionsfirma Adam & Eve unter dem Pseudonym SheDevilVixen. In den darauf folgenden Jahren stand sie für viele der bekanntesten Pornostudios wie z. B. Hustler Video, Vivid Entertainment, Penthouse und Evil Angel Productions vor der Kamera. Für ihre Darstellungen in Fuck the World erhielt sie 2010 zwei Nominierungen für die AVN Awards, gewann jedoch genau wie 2006 für ihre Leistungen in Kill Girl Kill 2 in keiner dieser Kategorien. 2007 stand sie für Andrew Blake im Film Andrew Blake’s X vor der Kamera. In ihren pornographischen Auftritten ist sie stets in Szenen mit weiblichen Partnern oder alleine (Masturbations-Szenen) zu sehen. Der Film Xero von Regisseur Jack The Zipper 2010 ist der bislang letzte Pornofilm, in dem sie mitwirkte.
Neben ihren Auftritten in pornographischen Filmen ist sie auch in drei 2012 veröffentlichten TV-Erotikfilmen des Regisseurs Fred Olen Ray beteiligt.

## Filmografie (Auswahl)
- 2005: Alternative Worldz: Atlanta
- 2006: Hot Rod for Sinners
- 2006: Miss Strap-On
- 2007: Andrew Blake’s X
- 2010: Xero

### TV-Filme
- 2012: The Teenie Weenie Bikini Squad
- 2012: Busty Housewives of Beverly Hills
- 2012: Baby Dolls Behind Bars